# Tourville-sur-Odon
Tourville-sur-Odon település Franciaországban, Calvados megyében. Lakosainak száma 1140 fő (2022. január 1.). Tourville-sur-Odon Baron-sur-Odon, Mondrainville és Mouen községekkel határos.

## Népesség
A település népessége az elmúlt években az alábbi módon változott:
| Lakosok száma | 295  | 515  | 889  | 1141 | 1027 | 1021 | 1032 | 1118 | 1115 | 1140 |
|               | 1968 | 1982 | 1990 | 2006 | 2013 | 2015 | 2017 | 2019 | 2020 | 2022 |